# Hypericum neurocalycinum
Hypericum neurocalycinum är en johannesörtsväxtart som beskrevs av Pierre Edmond Boissier och Heldr.. Hypericum neurocalycinum ingår i släktet johannesörter, och familjen johannesörtsväxter. Inga underarter finns listade i Catalogue of Life.